# Länsväg 360
De Zweedse weg 360 (Zweeds: Länsväg 360) is een provinciale weg in de provincie Västerbottens län in Zweden en is circa 115 kilometer lang.

## Plaatsen langs de weg
- Lycksele
- Latikberg
- Bäsksele
- Vilhelmina

## Knooppunten
- Länsväg 365: begin gezamenlijk tracé, bij Lycksele (begin)
- Länsväg 365: einde gezamenlijk tracé, en Länsväg 353, bij Lycksele (begin)
- E45 bij Vilhelmina (einde)